# Argh!
Argh! је езотеричан програмски језик у духу програмских језика ,  и сличних. Овај језик одликује екстремна једноставност синтаксе, али тешкоћа програмирања користећи се том синтаксом.